# Église Saint-Pierre de Sainte-Vertu
L'église de Sainte-Vertu est une église située à Sainte-Vertu, dans le département français de l'Yonne, en France.

## Historique
L'édifice est classé au titre des monuments historiques en 1970.